# Volta a Costa Rica
La Volta a Costa Rica (en castellà: Vuelta a Costa Rica) és una cursa ciclista per etapes que es disputa a Costa Rica. La primera edició es disputà el 1965 i des del 2005 forma part de l'UCI Amèrica Tour, amb una categoria 2.2.

## Palmarès
| Any  | Vencedor                    | Segon                         | Tercer                      |
| ---- | --------------------------- | ----------------------------- | --------------------------- |
| 1965 | José Luis Sánchez           | Miguel Ángel Sánchez          | José Manuel Soto            |
| 1966 | Saturnino Rustrián          |                               |                             |
| 1967 | José Manuel Soto            |                               |                             |
| 1968 | Saturnino Rustrián          | José Luis Sánchez             | Alfredo Díaz                |
| 1969 | Evaristo Fino               | Gustavo Rincón                | Danilo Buitrago             |
| 1970 | Arturo García               | Agustín Alcántara             | José Manuel Soto            |
| 1971 | José Manuel Soto            |                               |                             |
| 1972 | Samuel Herrera              | José Manuel Soto              | Pedro Acu Tura              |
| 1973 | Wilfredo Insuasti           | Norberto Cáceres              | Carlos Siachoque            |
| 1974 | Rodolfo Vitela              | Manuel Parra                  | Manuel Cejas                |
| 1975 | Efraín Pulido               | Héctor Espitia                | Arturo Matamoros            |
| 1976 | Norberto Cáceres            | Plinio Casas                  | Arturo Matamoros            |
| 1977 | Carlos Alvarado Reyes       | Nerio Morales                 | Stevj Jefnings              |
| 1978 | Fernando Fontes             | Carlos Alvarado Reyes         | Laurence Malone             |
| 1979 | Herman Loaiza               | Fabio Enrique Parra Pinto     | Carlos Mesa                 |
| 1980 | Dale Stetina                | Ramón Zavaleta                | Marco Antonio López         |
| 1981 | Alexis Villalobos           | Rodrigo Montoya               | Miguel Arias                |
| 1982 | Samuel Cabrera              | Efrain Guevara Gómez          | Carlos Palacios             |
| 1983 | José Antonio Agudelo Gómez  | Heriberto Urán                | Pedro Soler                 |
| 1984 | Oliverio Cárdenas           | Segundo Chaparro              | Carlos Alvarado Reyes       |
| 1985 | Néstor Freddy Barrera       |                               |                             |
| 1986 | Juan de Dios Castillo       | Rigoberto Zúñiga              | Luis Ovidio Vargas          |
| 1987 | Carlos Bermúdez             | Marcos Quesada                |                             |
| 1988 | Efraín Rico                 | Alexis Villalobos             | Federico Muñoz Fernández    |
| 1989 | Raúl Montero                | Carlos Bermúdez               | Andrés Brenes               |
| 1990 | Alfredo Zamora              | Andrés Brenes                 | Héctor Iván Palacio Montoya |
| 1991 | Edgar Sánchez               | Hernán Patiño                 | Andrés Brenes               |
| 1992 | Luis Espinosa               | Luis Alberto Camargo González | Libardo Niño                |
| 1993 | Adrián Víquez               | Marcos Wilches                | Alfredo Zamora              |
| 1994 | Andrés Brenes               | Gustavo Wilches               | Marcos Wilches              |
| 1995 | Raúl Gómez Suárez           | Federico Ramírez Méndez       | Santiago Amador             |
| 1996 | Luis Morera                 | Julio Bernal                  | José Luis Vanegas           |
| 1997 | Gregorio Ladino Vega        | Federico Ramírez Méndez       | Johnny Ruiz                 |
| 1998 | Hernán Darío Muñoz Giraldo  | Víctor Niño Corredor          | Ubaldo Meza                 |
| 1999 | Miguel Arroyo Rosales       | José Adrián Bonilla Bonilla   | Álvaro Lozano               |
| 2000 | Federico Ramírez Méndez     | Álvaro Lozano                 | Miguel Arroyo Rosales       |
| 2001 | Gregorio Ladino Vega        | Alexis Rojas                  | Julio César Rangel          |
| 2002 | Julio César Rangel          | Gregorio Ladino Vega          | Marconi Durán Montoya       |
| 2003 | José Adrián Bonilla Bonilla | Marconi Durán Montoya         | Álvaro Sierra               |
| 2004 | Israel Ochoa Plazas         | Libardo Niño                  | Paulo Vargas                |
| 2005 | Juan Carlos Rojas Villegas  | Henry Raabe                   | Andrey Amador Bikkazakova   |
| 2006 | Henry Raabe                 | Juan Pablo Araya              | Juan Carlos Rojas Villegas  |
| 2007 | Henry Raabe                 | Francisco Colorado            | Gregory Brenes              |
| 2008 | Gregory Brenes              | José Adrián Bonilla Bonilla   | Arnold Alcolea              |
| 2009 | Janier Acevedo Calle        | Gregory Brenes                | Julián Rodas Ramírez        |
| 2010 | Juan Carlos Rojas Villegas  | Henry Raabe                   | Aldo Valero                 |
| 2011 | José Adrián Bonilla Bonilla | Freddy Montaña Cadena         | Juan Carlos Rojas Villegas  |
| 2012 | Óscar Sánchez Guarín        | Román Villalobos Solis        | Fabricio Quirós             |
| 2013 | Juan Carlos Rojas Villegas  | Elías Vega                    | Bryan Villalobos            |
| 2014 | Juan Carlos Rojas Villegas  | César Rojas Villegas          | Josué González              |
| 2015 | Juan Carlos Rojas Villegas  | Román Villalobos Solis        | Josué González              |
| 2016 | César Rojas Villegas        | Juan Carlos Rojas Villegas    | Román Villalobos Solis      |
| 2017 | Román Villalobos Solis      | Efrén Santos                  | Joseph Chavarría Rodríguez  |
| 2018 | Bryan Salas                 | Daniel Bonilla                | Diego Cano                  |
| 2019 | Daniel Bonilla              | Efrén Santos                  | Luis López                  |
| 2022 | Marco Suesca                | Carlos Alberto Gutiérrez      | Daniel Bonilla              |
| 2023 | Juan Diego Alba             | Kevin Rivera Serrano          | Sergio Arias                |
| 2024 | Luis Daniel Oses            | Joseph Ramírez                | Alejandro Granados          |